# Neu Plötz
Neu Plötz ist ein Ortsteil der Stadt Jarmen im Landkreis Vorpommern-Greifswald in Mecklenburg-Vorpommern. Bis zum Zusammenschluss 2004 mit Jarmen war Neu Plötz Ortsteil der Gemeinde Plötz. Neu Plötz liegt etwa sieben Kilometer südlich von Jarmen und einen Kilometer südlich von Plötz.

## Geschichte
Neu Plötz wurde um 1833 durch Wichard Wilhelm von Heyden (1782–1836) als Vorwerk des Gutes Plötz angelegt. 1865 hatte der Ort vier Feuerstellen und 78 Einwohner.
Nach dem Zweiten Weltkrieg wurden die landwirtschaftlichen Nutzflächen im Zuge der Bodenreform an Neubauern verteilt. Da es an Landtechnik und Zugkräften fehlte, gaben viele Neubauern die übernommenen Flächen an den Bodenfonds zurück. Diese Flächen wurden bis 1951 durch einen Örtlichen Landwirtschaftsbetrieb (ÖLB) bewirtschaftet. 1952 wurde das Volkseigene Gut Neu Plötz gebildet, in dem Saat- und Tierzucht betrieben wurden. Das VEG war von 1964 bis 1972 anerkannter Herdbuchzuchtbetrieb für Rinder- und Schafzucht. Der Viehbestand lag bei etwa 320 Milchrindern und 200 Mastbullen. Außerdem gehörte eine Schweinemastanlage mit 3000 Tieren zum Gut. Als Saatzuchtbetrieb war das VEG seit 1964 der „VVB Saat- und Pflanzgut Quedlinburg“ unterstellt. Ab 1974 wurde Kartoffelerhaltungszucht betrieben. Nach der Wiedervereinigung wurde das VEG abgewickelt.
Für die Bevölkerung wurden zwischen 1959 und 1976 mehrere Plattenbauten errichtet, der letzte mit 24 Wohneinheiten. 1996 hatte Neu Plötz 227 Einwohner, 1999 waren es 196.
Im Herbst 2010 erteilte das Staatliche Amt für Landwirtschaft und Umwelt die Genehmigung zum Bau einer der größten Ferkelzuchtanlagen Europas in der benachbarten Gemeinde Alt Tellin, in der jährlich rund 250.000 Ferkel aufgezogen werden sollen. Der zukünftige Standort des in der Bevölkerung umstrittenen Projekts eines niederländischen Investors befindet sich südlich von Neu Plötz in weniger als einem Kilometer Abstand vom Ort.